# Мохнаткин, Сергей Евгеньевич
Серге́й Евге́ньевич Мохна́ткин (6 марта 1954 года, Ижевск — 28 мая 2020 года, Москва) — российский политический активист и правозащитник, журналист.
31 декабря 2009 года Мохнаткин был арестован во время участия в протестной акции «Стратегия 31» на Триумфальной площади в Москве (его обвинили в избиении сотрудника 2-го оперативного полка милиции ГУВД по г. Москве сержанта милиции Дмитрия Моисеева) и был осуждён на 2 года 6 месяцев заключения в колонии общего режима. Находясь в колонии, Мохнаткин отстаивал свои права и права других заключённых, за что неоднократно подвергался неправомерным наказаниям (см. ниже ). Российское правозащитное сообщество признало его политическим заключённым.
21 апреля 2012 года Мохнаткин был помилован без признания вины указом президента РФ Дмитрия Медведева. После помилования Мохнаткин продолжил правозащитную деятельность и участие в акциях протеста.
В декабре 2014 года Мохнаткин вновь был осуждён по обвинению в применении насилия к представителю власти. В 2016 году он также был осуждён по обвинению в оскорблении представителя власти, а в 2017 году — по обвинению в дезорганизации работы колонии. В заключении Мохнаткин получил травму позвоночника. У него начались осложнения после травмы, полученной во время пребывания в исправительной колонии № 4 города Архангельска. Сотрудники ФСИН сломали ему позвоночник.
В декабре 2018 года Мохнаткин вышел на свободу, но в конце 2019 года из-за последствий травмы потерял способность ходить, был госпитализирован и прооперирован. Следующие несколько месяцев Мохнаткин провёл в больнице. 28 мая 2020 года он скончался из-за осложнений после операции.

## Биография
Сергей Евгеньевич Мохнаткин родился 6 марта 1954 года в городе Ижевск Удмуртской АССР в семье музыкантов — преподавателей музыкального училища. Его отец Евгений Константинович Мохнаткин (1919—2007) — участник Великой Отечественной войны, директор Ижевского музыкального училища (1954—71 гг).
В 1976 году Сергей Мохнаткин окончил Ижевский механический институт по специальности программист и одновременно с отличием Вечерний университет марксизма-ленинизма по специальности международные отношения.
Работал преподавателем в Удмуртском государственном университете (около года), экономистом в сфере ЖКХ. Примерно десять лет проработал на нефтяном месторождении на Крайнем Севере, параллельно обучаясь в Тюменском индустриальном институте по специальности нефтедобыча (не окончил, уйдя с пятого курса).
В 1970—1980-е годы также работал внештатным корреспондентом региональной прессы.
С 1990 года — индивидуальный предприниматель, участник внешнеэкономической деятельности, соучредитель Удмуртской торгово-промышленной палаты, собственник дочерних предприятий за рубежом. Выступал спонсором воссоздания исторического памятника — Малопургинской церкви в Удмуртии, осуществлял благотворительную поддержку НИИ педиатрии в Ташкенте.
С 2002 года жил в Москве, участвовал в акциях протеста.
С 2012 года — руководитель Тверского регионального отделения движения «За права человека», эксперт этого движения по вопросам защиты прав заключённых, автор статей в блоге радиостанции «Эхо Москвы» и ряда интернет-изданий. В 2013 году в качестве общественного защитника участвовал в процессах по «Болотному делу» и некоторых других.
Лауреат международной премии Московской Хельсинкской группы «За мужество, проявленное в защите прав человека».
31 декабря 2013 года, ровно через 4 года после первого ареста, Мохнаткин был вновь задержан на Триумфальной площади в Москве, где находился в качестве специального корреспондента газеты «За права человека». В декабре 2014 года Мохнаткин был осуждён на 4 года 6 месяцев лишения свободы в колонии строгого режима по обвинению в насильственных действиях по отношению к представителю власти.

### Задержание и арест 31 декабря 2009 года

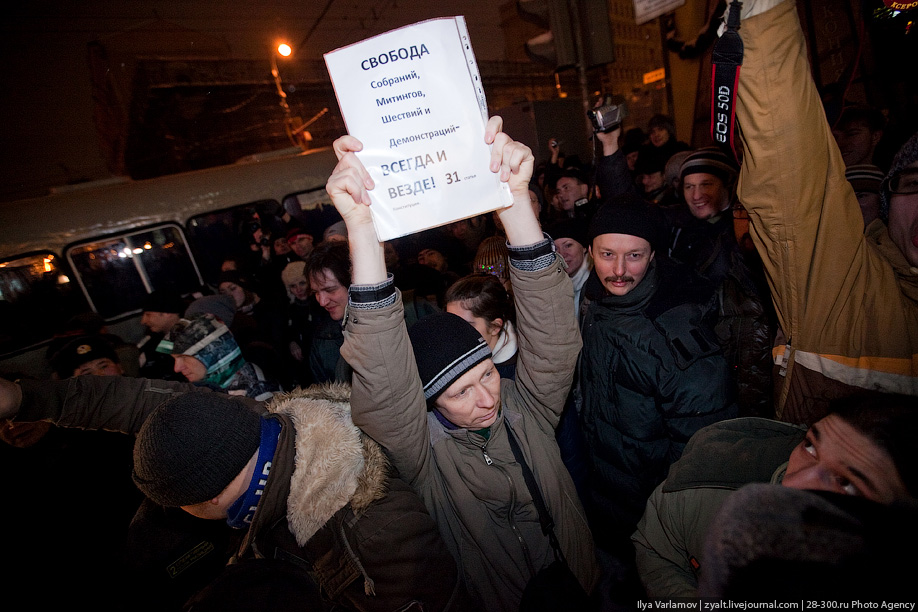
Акция в защиту 31 статьи Конституции. Москва, Триумфальная площадь, 31 декабря 2009 года

31 декабря 2009 года Сергей Мохнаткин был задержан во время акции в поддержку 31 статьи Конституции, организованной Э. Лимоновым на Триумфальной площади. По словам его адвоката, Сергей Мохнаткин в акции не участвовал, а просто проходил мимо. У него на глазах милиционеры грубо задерживали женщину, также случайную прохожую. Он не удержался и начал этот процесс комментировать, в результате его тоже задержали. Мохнаткина обвинили в том, что во время нахождения в автозаке он увидел снимающего его сотрудника милиции, затеял с ним драку и сломал нос. Сергей Мохнаткин оказался одним из более 60 задержанных в тот день на Триумфальной площади граждан. Пока был в отделении, он написал несколько заявлений о том, что его избила милиция, однако, ответа на них так и не получил. 11 января 2010 года против Сергея Мохнаткина было возбуждено уголовное дело по статье 318 ч. 2 УК РФ («Применение насилия в отношении представителя власти»), 26 февраля в отношении него была избрана мера пресечения — подписка о невыезде.
1 июня 2010 года, на следующий день после очередной акции «Стратегии-31» на Триумфальной площади, на которую собралось, несмотря на очередной запрет властей, наибольшее за последнее время количество участников — около 2 тысяч, Сергей Мохнаткин был арестован. Он был вызван на допрос якобы для опознания тех, кто его избивал, а в кабинете у следователя Алексея Петраченко был арестован. В СИЗО Мохнаткин в знак протеста объявил голодовку и голодал все 8 дней до суда. Там же он был избит сотрудниками СИЗО, так как отказался фотографироваться и подвергаться процедуре дактилоскопии.

#### Суд
На суде Мохнаткин требовал полного своего оправдания, надеялся доказать свою невиновность. Однако судья Тверского суда Александра Ковалевская удалила из зала заседаний 9 свидетелей защиты, заявив, что они лица заинтересованные и их показания не имеют силы. Свидетели обвинения, все сотрудники милиции, на суд не явились. Государственный адвокат обвиняемого и «потерпевший» не явились на заседание также. 8 июня прокурор Л. А. Сергуняева запросила для Мохнаткина 5 лет лишения свободы.
9 июня 2010 года судья А. Б. Ковалевская вынесла 56-летнему Сергею Мохнаткину приговор: два года и шесть месяцев лишения свободы в колонии общего режима.

#### Обжалование приговора суда
16 августа 2010 года в суде состоялось обжалование приговора суда, ранее назначенное заседание 4 августа было перенесено на 16 августа. Мосгорсуд оставил приговор в силе
Накануне судебного заседания в Новосибирске, Москве, Волгограде и других городах состоялись акции протеста в поддержку Мохнаткина, на которых собирались подписи в поддержку осуждённого.

#### Отклики на решение суда
- Заявление политсовета МГО «Солидарности» в связи с приговором Мохнаткину[11]
- Анна Каретникова, правозащитник[11]
- Эдуард Лимонов о Мохнаткине[12]
- Рисованный комикс Виктории Ломаско и Антона Николаева рассказывающий подробности этой истории[13]
- 16 июня ОДД «Солидарность» провело митинг с фотовыставкой на Триумфальной площади в Москве под лозунгом «31 мая — не простим!», где было собрано более 60 тысяч рублей на юридическую помощь Сергею Мохнаткину[14][15]
- Инициативная группа граждан подала заявку на митинг в Петербурге, который власти предложили провести 12 июля 2010 в саду Чернышевского, найдя причины для отказа в восьми других, более удобных местах[16], к организации митинга присоединились «Солидарность», ОГФ, Яблоко, Оборона и другие организации, которые планируют начать агитационную кампанию с распространения листовки 8 июля в 18-00 у Екатерининского сквера[17].
- Петербургские нацболы и активисты «Стратегии-31» 14 июля 2010 года, во время праздничного Дня Бастилии в Эрмитаже, перед выступлением хедлайнеров концертной программы — французской группы Lo’Jo, провели беспрецедентную акцию "Смерть современным «Бастилиям». Взятие «Зимнего». Перед сценой был растянут баннер «Свободу Мохнаткину!». По требованию нацболов им передали микрофон и зрителям — около 500 человек — было рассказано о деле Мохнаткина и «Стратегии-31». После чего были распространены листовки с призывами к гражданам бороться за свободу собраний. Публика с одобрением встретила акцию, люди охотно разбирали листовки, многие подходили выразить солидарность. Акция получила широкое освещение в СМИ.
- 13 августа 2010 года в центре Новосибирска прошёл пикет в поддержку Мохнаткина, организованный новосибирским художником Артёмом Лоскутовым при поддержке Профсоюза Уличного Искусства в котором участвовало более 60 человек. Участники пикета стояли с лозунгами «Свободу Мохнаткину!» и «Мохнаткин, выходи!». Кроме того, они установили заявление в адрес прокурора Новосибирской области Евгения Овчинникова, написанное на листе картона большого размера о нарушениях в деле Мохнаткина (отвод свидетелей защиты и фабрикация обвинительных показаний). Заявление было передано в прокуратуру. Хотя никто не был задержан, двоим участникам пикета по окончании мероприятия прямо на улице были вручены повестки в суд.

#### Отношение к Мохнаткину как к политическому заключённому

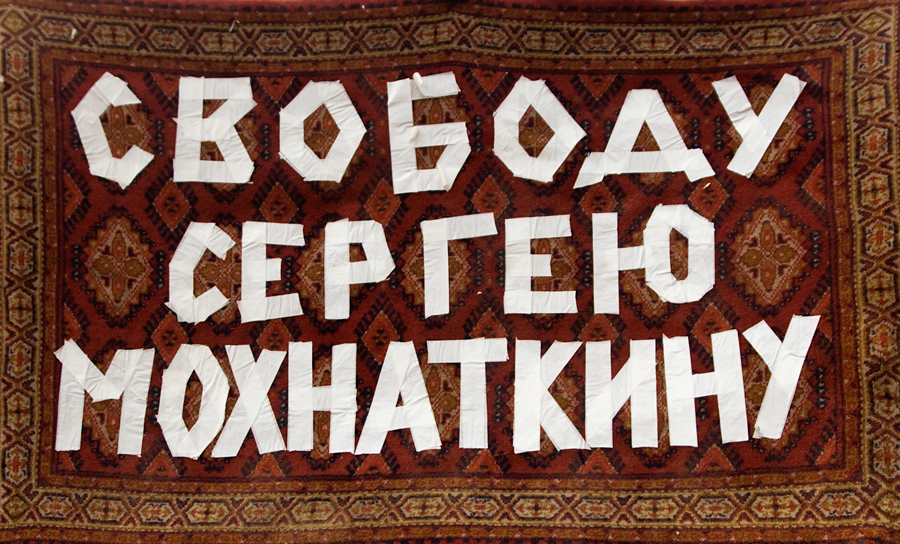
Фотография с пикета в Новосибирске

Мнение, что С. Е. Мохнаткина следует считать политическим заключённым, имеется в российских оппозиционных кругах. Интерпретация, заключающаяся в том, что он стал первым политзаключённым «Стратегии-31», причём даже не являясь участником митингов, была высказана в средствах массовой информации.
В частности, сразу после вынесения приговора Мохнаткину сопредседатель бюро движения «Солидарность» Борис Немцов заявил, что осуждённый пополнит список политических заключённых в России, и высказал надежду на то, что правозащитные организации, в том числе и международные, обратят на этот судебный процесс своё внимание.
Политическим заключённым считают Мохнаткина и активисты «Стратегии-31». Требование признать Мохнаткина таковым содержалось в открытым письме, с которым оргкомитет «Стратегии-31» обратился в октябре 2010 года к международной правозащитной организации Amnesty International.
Отношение к Мохнаткину, как к политическому заключённому, было неоднократно высказано на акциях протеста. Так, участники акции «Свободу политзаключённым», прошедшей на Лубянской площади Москвы в День памяти жертв политических репрессий, 30 октября 2010 года, держали плакаты с фотографиями Мохнаткина вместе с плакатами с изображениями Михаила Ходорковского и Платона Лебедева, считая всех троих самыми известными политическими заключёнными путинского периода. На пикете в Челябинске в рамках «Стратегии-31» 31 декабря 2010 года вновь была поднята среди прочих проблема политических заключённых, подвергшихся репрессиям в ходе борьбы за соблюдение в России Конституции, среди которых вместе с челябинцем Григорием Торбеевым организаторы назвали Мохнаткина.
Российская оппозиция и «Союз солидарности с политзаключёнными» считает Сергея Мохнаткина политзаключённым. В июне 2011 года активистски[прояснить] настроенные художники организовали выставку в поддержку политзаключённого в Сахаровском центре. Выставка получила название «Мохнаткин», среди её участников были такие художники как Лёха Гарикович, Алексей Иорш, Энвиль Касимов, Матвей Крылов, Виктория Ломаско, Артём Лоскутов, Лена Хейдиз и Валерий Чтак.

#### Условия заключения
Сергей Мохнаткин отбывал наказание в исправительной колонии № 4 Тверской области, г Торжок.
В колонии Мохнаткин содержался в неудовлетворительных условиях. В его секции площадью около 50 м² жили 34 осуждённых. За работу вместо положенных 2 100 рублей он получал всего около 500.
Наложенные взыскания мешали Мохнаткину добиться условно-досрочного освобождения.
19 ноября 2011 года Мохнаткин объявил голодовку и написал обращение к начальнику колонии, в прокуратуру и в суд с требованием отменить незаконные выговоры и оформить с ним трудовой договор на полную ставку. Однако на следующий день Мохнаткина перевели на 15 суток в штрафной изолятор, мотивировав это фиктивным рапортом о том, что осуждённый неправильно заправил свою кровать.
Мохнаткин пытался передать адвокату свои обращения в органы власти и в правозащитные организации в связи с нарушением его прав, однако при обыске перед свиданием с адвокатом сотрудники оперотдела отобрали у него жалобы.
28 ноября Мохнаткина посетил представитель движения «За права человека» и фонда «В защиту прав заключённых» адвокат Валерий Шухардин. Встречи со своим подзащитным Шухардин добивался более пяти часов. Администрации не понравился мобильный телефон адвоката, его диктофон, фотоаппарат и даже портфель. Сотрудники колонии составили на адвоката рапорт о том, что он пытался утаить и пронести в колонию диктофон и фотоаппарат, хотя защитник сразу заявил, что эти предметы ему необходимы на свидании, чтобы зафиксировать нарушения закона, допущенные в отношении Мохнаткина.
После свидания сотрудники колонии отобрали у Мохнаткина юридическую литературу, необходимую ему для отстаивания своих прав.

#### Помилование
23 апреля 2012 года стало известно, что президент России Дмитрий Медведев подписал указ о помиловании. Мохнаткин стал единственным человеком из списка 39 политзаключённых, предложенных для помилования Медведеву организаторами протестных акций «За честные выборы». При этом Мохнаткин был вынужден написать прошение о помиловании, хотя вины своей не признал. По словам Бориса Немцова, это первый случай в истории современной России, когда президент воспользовался своим конституционным правом на помилование без признания вины осуждённого.
Порядок и сроки исполнения руководством исправительной колонии указа о помиловании Мохнаткина были подвергнуты критике.

#### Кошка Мохнаткина
Получила известность история с чёрной кошкой, которую Мохнаткин приручил в колонии в период своего первого заключения и которой он дал кличку Цыга. При освобождении администрация не позволила взять кошку с собой. «Кошки на балансе колонии не стоят. Они могут проникать на территорию через ограждение и приживаться в производственных и жилых зонах. В помещении камерного типа, где сейчас содержится Мохнаткин, кошек быть не может. А выходить он будет именно оттуда и выйдет на свободу один», — так объяснили в колонии корреспонденту РИА Новости. Это решение администрации вызвало резонанс в СМИ и возмущение в соцсетях. Позднее Мохнаткину удалось вызволить свою любимицу из мест заключения.

#### Дальнейшая деятельность
Являлся экспертом движения «За права человека».
- В декабре 2012 года Московская Хельсинкская группа вручила Сергею Мохнаткину премию «За мужество, проявленное в защите прав человека»[38].
- В марте 2013 года принимал участие в серии одиночных пикетов за освобождение участниц Pussy Riot Марии Алёхиной и Надежды Толоконниковой[39].

### Задержание и арест 31 декабря 2013 года. Котласская колония
31 декабря 2013 года был задержан сотрудниками полиции на Триумфальной площади во время традиционной акции «Стратегии-31». На него был оформлен административный протокол. По словам адвоката, Сергей Мохнаткин был избит в отделении полиции. Затем по решению Тверского районного суда он был арестован на два месяца как подозреваемый по статье «Применение насилия в отношении представителя власти».
31 января 2014 года участники Стратегии-31, во главе с Эдуардом Лимоновым, вышли в Москве на Триумфальную площадь с портретами Сергея Мохнаткина.
10 декабря 2014 года Тверской суд Москвы приговорил Мохнаткина к 4,5 годам лишения свободы в колонии строгого режима. Мосгорсуд оставил приговор без изменения.

### Третье и четвёртое уголовные дела

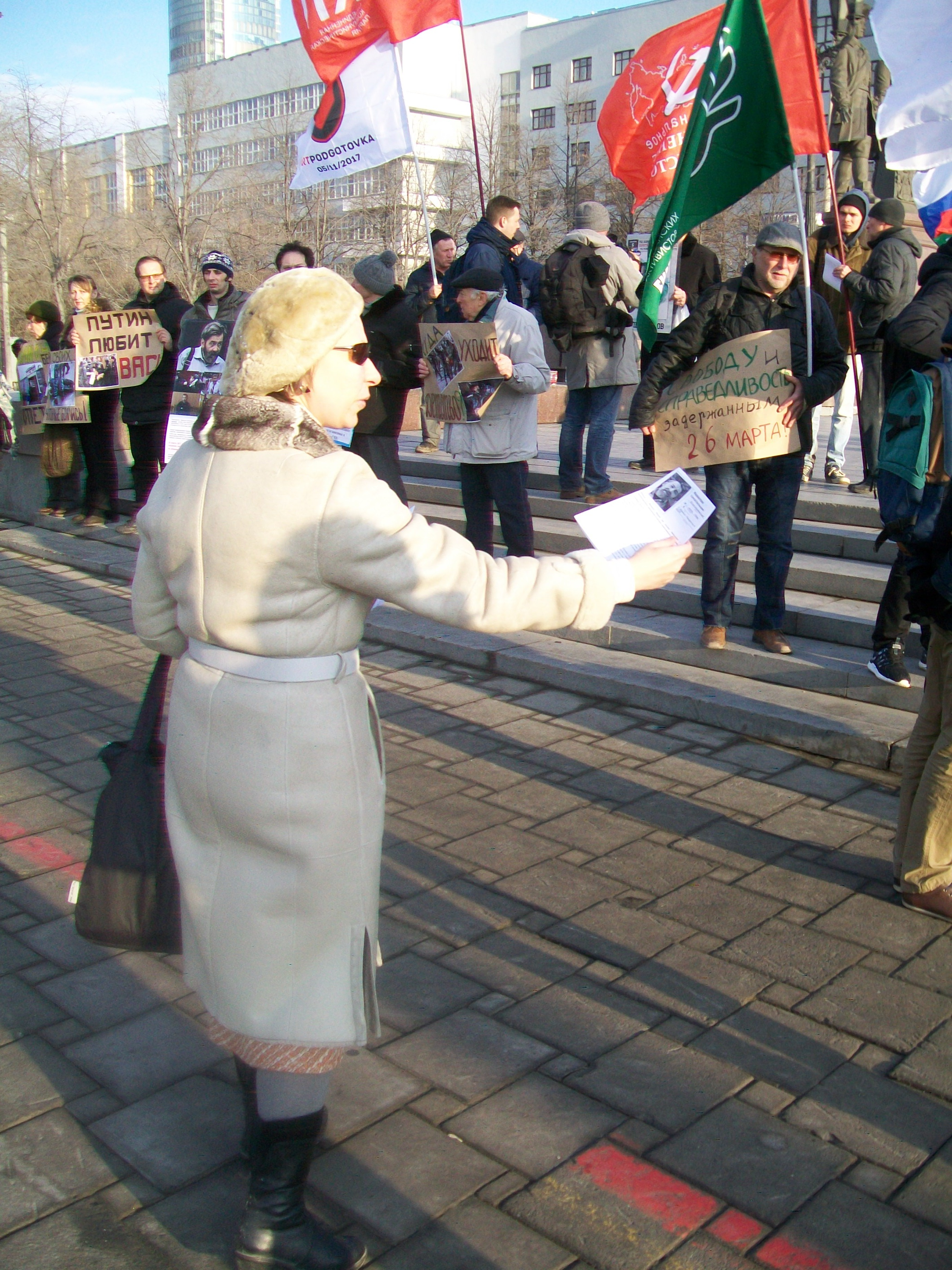
Раздача листовок в защиту Мохнаткина на пикете в Екатеринбурге (6 апреля 2017 года)

Мохнаткин отбывал наказание в ИК-4 города Котласа. В марте 2016 года он был избит и получил перелом нескольких позвонков после отказа от этапирования в СИЗО. Однако уголовное дело было заведено на самого Мохнаткина, которого обвинили в избиении сотрудников колонии. В июне 2016 года суд Котласа продлил срок заключения на 11 месяцев за оскорбление представителей власти — заявление написали сотрудники ФСИН. Вёл правозащитную деятельность. В Котласском суде зарегистрировано 17 гражданских дел, в которых Мохнаткин выступает истцом.
20 марта 2017 года суд города Котласа, в колонии которого отбывал наказание Мохнаткин, приговорил его ещё к двум годам лишения свободы по обвинению в дезорганизации работы колонии: по версии следствия, заключённый якобы оказал сопротивление охранникам и ударил одного из них. По версии Мохнаткина, избит был он сам, из-за чего получил перелом позвоночника. В следующей колонии врач подтвердил, что у Мохнаткина перелом позвоночника. Правда, в документах указал, что он был получен давно. Поэтому никого не наказали — ни за травму, ни за прикрытый видеорегистратор.
14 декабря 2018 года Мохнаткин вышел на свободу, после того как суд отменил решение суда города Котласа о его аресте по новому делу.
31 августа 2019 года участвовал в несогласованном шествии против политических репрессий в Москве, организатором которого выступил штаб Алексея Навального

### Последние годы и смерть
Годы колонии, болезни, в том числе серьёзная травма позвоночника сильно ослабили здоровье Мохнаткина. В январе 2019 года Мохнаткин лежал в одной из больниц Санкт-Петербурга, где он проходил лечение после заключения. По сообщению жены, летом и осенью 2019 года боль усилилась, он каждый день вызывал скорую.. В конце ноября 2019 года он был госпитализирован в Тверской области из-за осложнения травмы позвоночника, которую получил в 2016 году, отбывая наказание в исправительной колонии № 4 в Архангельской области. По словам Мохнаткина позвоночник ему сломали сотрудники колонии.
В конце ноября 2019 года Мохнаткина перевезли в Москву, положив в 29-ю городскую больницу. Перед госпитализацией у него отказали ноги. 12 декабря он перенёс операцию на позвоночнике в Институте физиотерапии. В конце января Мохнаткина выписали из Института и положили в 67-ю больницу, поступил туда с сепсисом. До конца марта он был в обычном отделении, потом почти всё время в реанимации.
28 мая 2020 года Сергей Мохнаткин скончался из-за осложнений после операции. Его вдова Анна Кречетова заявила: «Нужно дать возможность попрощаться с Сергеем всем людям, которые этого хотят. Поэтому похороны будут уже после карантина. И я очень надеюсь, что прощание пройдёт в Сахаровском центре.»
13 июня 2020 года в Сахаровском центре прошло прощание. Похоронен на Бутовском кладбище.

## Семья
Жена Сергея Мохнаткина — Анна Кречетова. Когда правозащитник лечился от последствий переломов позвоночника, она вела в соцсетях подробную хронику всех операций и реанимаций.

## Признание и награды
- 2012 — премия Московской Хельсинкской группы «За мужество, проявленное в защите прав человека»[38]
- 2020 — Правозащитная премия имени Сергея Магнитского (посмертно)

## Публикации СМИ
Газета.ру, Lenta.ru, Forbes Russia, РИА Новости, Коммерсант

### Комментарии
1. ↑  ФКУ «ИК № 4 УФСИН России по Тверской области»
2. 1 2  ФКУ «ИК № 4 УФСИН России по Архангельской области»